# Ferrari 612 Scaglietti
De Ferrari 612 Scaglietti, gelanceerd in 2004, was de enige 2+2 sportwagen die de Italiaanse sportwagenfabrikant en Fiat-dochteronderneming Ferrari produceerde tot 2011 toen de nieuwe Ferrari FF werd voorgesteld.
De 612 kan aan vier personen plaats bieden.
Het is een sportieve toerwagen in de Gran Turismo-stijl, die vooral tot zijn recht komt op autosnelwegen en bochtige secundaire wegen.
De 612 is getekend door Ferrari's vertrouwde ontwerpstudio van Pininfarina, die bijna altijd aan de basis staat voor het ontwerp van een nieuwe Ferrari.
De toevoeging van Scaglietti is een eerbetoon van de lange verbondenheid tussen Ferrari en de carrosseriebouwer Scaglietti, die eveneens in Modena is gevestigd.
De Ferrari 612 wordt door een 5.7 liter V12 met 540 pk voortgestuwd, wat onder meer in een topsnelheid van 320 km/h resulteert. De prijs bedraagt 296 362 euro, maar met een F1-sturing komen de kosten op 308 704 euro te staan. De Ferrari 612 is de directe opvolger van de 456 M, 456 GT en 456 GTA en verder terug in de geschiedenis de 412i.